# Liste des résolutions du Conseil de sécurité des Nations unies adoptées en 1982
Les résolutions du Conseil de sécurité des Nations unies sont les décisions qui sont votées par le Conseil de sécurité des Nations unies.
Une telle résolution est acceptée si au moins neuf des quinze membres (depuis le 17 décembre 1963, 11 membres avant cette date) votent en sa faveur et si aucun des membres permanents qui sont la Chine, les États-Unis, la France, le Royaume-Uni et l'Union soviétique (la Russie depuis 1991) n'émet de vote contre (qui est désigné couramment comme un veto).

## Résolutions 500 à 528
- Résolution 500 : paix et sécurité internationale (adoptée le 28 janvier 1982).
- Résolution 501 : Israël-Liban (adoptée le 25 février 1982).
- Résolution 502 : Îles Falkland (Islas Malvinas) (adoptée le 3 avril 1982).
- Résolution 503 : Afrique du Sud (adoptée le 9 avril 1982).
- Résolution 504 : Tchad (adoptée le 30 avril 1982).
- Résolution 505 : Îles Falkland (Islas Malvinas) (adoptée le 26 mai 1982).
- Résolution 506 : Israël-République arabe syrienne (adoptée le 26 mai 1982).
- Résolution 507 : Seychelles (adoptée le 28 mai 1982).
- Résolution 508 : Israël-Liban (adoptée le 5 juin 1982).
- Résolution 509 : Israël-Liban (adoptée le 6 juin 1982).
- Résolution 510 : Chypre (adoptée le 15 juin 1982).
- Résolution 511 : Israël-Liban (adoptée le 18 juin 1982).
- Résolution 512 : Liban (adoptée le 19 juin 1982).
- Résolution 513 : Liban (adoptée le 4 juillet 1982).
- Résolution 514 : Irak-République islamique d'Iran (adoptée le 12 juillet 1982).
- Résolution 515 : Israël-Liban (adoptée le 29 juillet 1982).
- Résolution 516 : Israël-Liban (adoptée le 1er août 1982).
- Résolution 517 : Israël-Liban (adoptée le 4 août 1982).
- Résolution 518 : Israël-Liban (adoptée le 12 août 1982).
- Résolution 519 : Israël-Liban (adoptée le 17 août 1982).
- Résolution 520 : Israël-Liban (adoptée le 17 septembre 1982).
- Résolution 521 : Liban (adoptée le 19 septembre 1982).
- Résolution 522 : Irak-République islamique d'Iran (adoptée le 4 octobre 1982).
- Résolution 523 : Israël-Liban (adoptée le 18 octobre 1982).
- Résolution 524 : Israël-République arabe syrienne (adoptée le 29 novembre 1982).
- Résolution 525 : Afrique du Sud (adoptée le 7 décembre 1982).
- Résolution 526 : Chypre (adoptée le 14 décembre 1982).
- Résolution 527 : Lesotho-Afrique du Sud (adoptée le 15 décembre 1982).
- Résolution 528 : langue arabe au Conseil de sécurité (adoptée le 21 décembre 1982).